# Calayanrall
Calayanrall (Gallirallus calayanensis) är en nyligen beskriven flygoförmögen fågel i familjen rallar. Den förekommer endast på en enda ö i norra Filippinerna.

## Utseende och läte
Calayanrallen är en mörk och kompakt, 30 cm lång rall med en rätt lång och vid näbbroten bred näbb. Fjäderdräkten är mycket mörkt brun, medan både näbb och ben är orangeröda. Lätet beskrivs som högljutt, raspigt och trumpetande.

## Utbredning och systematik
Fågeln förekommer på norra Filippinerna (Calayan Island). Den upptäcktes först i maj 2004 av ornitologen Carmela Española och den vetenskapliga beskrivningen av Allen et al. 2004 publicerades i tidskriften Forktail. 

## Levnadssätt
Initialt ansågs calayanrallen vara begränsad till skogsområden i kalkstensterräng, men har sedermera observerats i andra typer av skogar, till och med i ungskog och i kokosplantage med tät undervegetation av ormbunkar. Den verkar föredra områden nära vattendrag. Fågeln födosöker genom att picka på marken. Ett funnet bo av torra löv och växtfibrer låg på marken under ett fikonträd och innehöll tre ägg.

## Status
Calayanrallen har en liten världspopulation uppskattad till endast mellan 2500 och 4300 vuxna individer, och även utbredningsområdet är mycket litet. I dagsläget tros den inte minska i antal. Internationella naturvårdsunionen IUCN kategoriserar arten som sårbar.